# Forcipestricis gazeaui
Forcipestricis gazeaui är en stekelart som beskrevs av Burks 1968. Forcipestricis gazeaui ingår i släktet Forcipestricis och familjen sköldlussteklar. Inga underarter finns listade i Catalogue of Life.